# Pye Jakobsson
Pye Maria Larsdotter  Jakobsson,  född 2 oktober 1968 i Stockholm, är en svensk aktivist för sexarbetares rättigheter. Hon är sedan januari 2014 ordförande för organisationen NSWP – The Global Network of Sex Work Projects, en internationell intresseorganisation för sexarbetare. 
Hon har en bakgrund som sexarbetare och har arbetat inom olika delar av branschen, bland annat som strippa, men är numera endast aktiv som aktivist för sexarbetares rättigheter. Jakobssons aktivism började med HIV-aktivism i Portugal under 1980-talet och hon blev sedan sexarbetaraktivist i mitten av 1990-talet. Hon var med och grundade den svenska sexarbetarorganisationen Rose Alliance - Riksorganisationen för sex- och erotikarbetare och är idag aktiv som organisationens koordinator. Genom åren har hon varit aktiv i en stor mängd organisationer som verkar för mänskliga rättigheter för marginaliserade grupper. Till dessa hör ICRSE
(The International Committee on the Rights of Sex Workers in Europe), samt INPUD (The International Network of People who Use Drugs), det sistnämnda då hon även är engagerad för rättigheter för droganvändare. Hon är även konsult åt HRI (Harm Reduction International), samt rådgivare åt GCWA (The Global Coalition on Women and Aids).

## Fackföreningsarbete och skadereduktion
Pye Jacobsson är i Sverige känd som sexdebattör och förespråkar skadereduktion och avkriminalisering av narkotikabruk, sexköp och koppleri. År 2003 blev hon extra omskriven i samband med att hon ville ansluta sig till fackföreningsfederationen SAC Syndikalisterna. Hon har i många år engagerat sig internationellt i frågor som rör mänskliga rättigheter för sexarbetare. Idag arbetar hon främst som föreläsare, skribent och konsult i frågor som rör sexarbete och skadereduktion.

## Pye Jakobsson i media
- Intervju i Aftonbladet, http://wwwc.aftonbladet.se/nyheter/0006/24/sexklubb.html
- Intervju på engelska, http://www.youtube.com/watch?v=7D7nOh57-I8